# El Achir
El Achir är en ort i Algeriet.   Den ligger i provinsen Bordj Bou Arréridj, i den norra delen av landet, 160 km sydost om huvudstaden Alger. El Achir ligger 998 meter över havet och antalet invånare är 16 550 (2008).